# Vossia obesa
Vossia obesa är en insektsart som beskrevs av Brunner von Wattenwyl 1891. Vossia obesa ingår i släktet Vossia och familjen vårtbitare. Inga underarter finns listade i Catalogue of Life.